# マッキングGOLD①
『マッキングGOLD①』（マッキングゴールド イチ）は、後藤真希のソロ・デビュー後初のオリジナル・アルバム。

## 概要
発売当時の最新シングル「サン・トワ・マミー/君といつまでも」は未収録となった。三方背BOXパッケージ仕様。

## 収録曲
全作詞・作曲：つんく
1. 愛のバカやろう
編曲：鈴木Daichi秀行
2. 手を握って歩きたい
編曲：小西貴雄
3. 愛ってどんな×××?
編曲：AKIRA
4. 溢れちゃう...BE IN LOVE（A Passionate Mix）
編曲：SHO-1
2ndシングルのリミックスバージョン。
5. デート注意報
編曲：高橋諭一
6. SHALL WE LOVE?（後藤Version）
編曲：UZA
ごまっとう名義でリリースした曲のセルフカバー。
7. やる気! IT'S EASY
編曲：前嶋康明
8. 盛り上がるしかないでしょ!
編曲：鈴木Daichi秀行
9. 晴れた日のマリーン
編曲：鈴木Daichi秀行
10. 赤い日記帳（後藤Version）
編曲：小西貴雄
あか組4（シャッフルユニット）名義でリリースした曲のセルフカバー。
11. 手を握って歩きたい（Album Version）
編曲：鈴木俊介
3rdシングルの再録音バージョン。本作唯一の生バンド演奏楽曲。

## 参加ミュージシャン
愛のバカやろう
- 全ての楽器：鈴木Daichi秀行
- コーラス：つんく

手を握って歩きたい
- キーボード&プログラミング：小西貴雄
- マニピュレータ：勝浦剛
- コーラス：つんく・稲葉貴子・MC KIDS

愛ってどんな×××?
- 全ての楽器&コーラス：AKIRA
- ラップ：後藤真希・つんく

溢れちゃう...BE IN LOVE (A Passionate Mix)
- リミックス：SHO-1

デート注意報
- ギター&プログラミング&コーラス：高橋諭一
- ギター：こーじ
- コーラス：稲葉貴子

SHALL WE LOVE? (後藤Version)
- 全ての楽器：UZA
- コーラス：つんく・AKIRA

やる気! IT'S EASY
- キーボード&プログラミング：前嶋康明
- コーラス：つんく

盛り上がるしかないでしょ!
- ギター&プログラミング：鈴木Daichi秀行
- ギター：こーじ
- スクラッチ：AFRO
- コーラス：後藤真希・つんく・MIX-UP

晴れた日のマリーン
- 全ての楽器：鈴木Daichi秀行
- スクラッチ：AFRO
- コーラス：つんく・稲葉貴子

赤い日記帳 (後藤Version)
- キーボード&プログラミング：小西貴雄
- マニピュレータ：勝浦剛
- コーラス：つんく・稲葉貴子

手を握って歩きたい (Album Version)
- ギター&プログラミング&チューブラーベル&グロッケン：鈴木俊介
- ドラム：佐野康夫
- ベース：金森佳朗
- トランペット：小林太・斎藤幹雄
- トロンボーン：野村裕幸
- サックス：竹上良成
- ピアノ：五十嵐宏治
- ウッドベース：土井孝幸
- タンバリン：田井基良
- コーラス：つんく・稲葉貴子